# Drosophila brevis
Drosophila brevis är en tvåvingeart som beskrevs av Walker 1853. Drosophila brevis ingår i släktet Drosophila och familjen daggflugor.
Artens utbredningsområde är USA.